# 珍珠副緋鯉
珍珠副緋鯉為輻鰭魚綱鱸形目鱸亞目鬚鯛科的其中一種，分布於西印度洋區，包括波斯灣、阿曼灣、巴基斯坦西部海域，棲息深度1-55公尺，體長可達23公分，生活在砂石底質海域，屬肉食性。